# Diplodocus hallorum
Diplodocus hallorum (лат.) — вид динозавров-завропод, обитавших в позднем юрском периоде. Ранее рассматривался внутри отдельного рода сейсмозавров (лат. Seismosaurus, от др.-греч. σεισμός — землетрясение и σαῦρος — ящер, ящерица). Найдены только рёбра, бедренная кость и несколько позвонков. Один из крупнейших известных динозавров, но размеры животного являются предметом научных дискуссий.

## Описание
Описан в 1991 году Д. Жиллеттом на основании частичного скелета, найденного в позднеюрских (киммеридж) отложениях Нью-Мексико в 1980-х годах. Первоначально Жиллетт оценил  общую длину тела в 40—50 метров. В то время вес животного оценивался отдельными авторами в 110 тонн. 
D. hallorum является одним из крупнейших динозавров, когда-либо живших на нашей планете. По современной реконструкции (после обнаружения неверного порядка сборки шейных позвонков) его длина составляет 33 метра.
Ноздри D. hallorum располагались сверху его крошечной головы. Его передние ноги были короче, чем задние, слоноподобные. Короткие ноги помогали поддерживать огромное тело. Один палец на каждой ноге имел коготь, вероятно для защиты. Хвост D. hallorum содержал по крайней мере один необычной клиновидной формы позвонок, который позволял хвосту сильно изгибаться. D. hallorum, возможно, использовал этот подобный кнуту хвост для защиты.
D. hallorum держал свою шею более или менее горизонтально (параллельно земле). Вероятно, длинная шея использовалась, чтобы проникать в леса, для добывания листвы, недоступной огромным зауроподам, которые не могли заходить в леса из-за своего размера. Также, длинная шея позволяла этому динозавру съедать мягкие растения (хвощи, плауны и папоротники). Эти растения с мягкими листьями росли во влажных областях, где динозавр не мог передвигаться без риска, но, возможно, он мог стоять на твёрдой почве и с помощью длинной шеи дотягиваться до корма в заболоченных местах.

## Образ жизни
Жил D. hallorum, скорее всего, в степях или на болотах. Молодые особи для безопасности держались стадами, а взрослые особи могли быть и одиночками. Питался болотной растительностью, либо бактериальными матами с поверхности степных озёр. 
Предположения об образе жизни остаются дискуссионными.

## Систематика
В 2004 году на ежегодной конференции Геологического общества Америки было объявлено, что Seismosaurus является младшим синонимом рода диплодоков. За этим последовали более подробные публикации в 2006 году, в результате чего Seismosaurus hallorum был переименован в Diplodocus hallorum. Положение, что Diplodocus hallorum должен быть расценён как экземпляр Diplodocus longus, было также взято авторами переописания Supersaurus, опровергая предыдущую гипотезу, что Seismosaurus и Supersaurus являются одним и тем же динозавром.